# کارل مانیخ
کارل مانیخ (آلمانی: Carl Mannich؛ ۸ مارس ۱۸۷۷ – ۵ مارس ۱۹۴۷) یک شیمی‌دان در زمینه شیمی دارویی و شیمی آلی اهل آلمان بود.